# Inbiomyia scoliostylus
Inbiomyia scoliostylus är en tvåvingeart som beskrevs av William Russel Buck 2006. Inbiomyia scoliostylus ingår i släktet Inbiomyia och familjen Inbiomyiidae.
Artens utbredningsområde är Costa Rica. Inga underarter finns listade i Catalogue of Life.